# Eupithecia endotherma
Eupithecia endotherma là một loài bướm đêm trong họ Geometridae.